# Заправочный суп
Запра́вочный суп — обширная группа горячих супов, объединяемых по способу приготовления. Заправочные супы готовят провариванием различных продуктов в мясных, куриных, рыбных и грибных бульонах, овощных отварах и молоке с последующей заправкой пассерованными овощами (луком, морковью, пряными кореньями, которые придают готовому блюду красивый янтарный оттенок), а также томатным пюре и мукой. Заправочные супы подразделяются на острые (борщи, щи, рассольники, солянки, харчо) и пресные (супы из свежих овощей, в том числе с добавлением круп, бобовых, макаронных и мучных изделий). Плотная часть супа называется гарниром, в зависимости от преобладающего в супе гарнира выделяют овощные, крупяные и мучные заправочные супы. Заправочные супы — характерная черта гастрономической культуры Восточной Европы, В. В. Похлёбкин называет их «супами русского типа». В немецкой гастрономической культуре большое место занимают густые заправочные супы айнтопфы.
Бобовые и мучные заправочные супы готовят только на мясных и грибных бульонах. На рыбном бульоне рекомендуется готовить щи из квашеной капусты, картофельные супы и рассольники. Овощи для заправочного супа нарезают так, чтобы форма их кусочков соответствовала размерам других гарниров: в крупяные супы — кубиками, в вермишелевые — соломкой. Последовательность закладки гарниров в многокомпонентный заправочный суп определяется по времени, необходимому для доведения каждого из них до готовности, чтобы продукты достигли готовности одновременно, а готовое блюдо не превратилось в кашу. Кислые продукты (солёные огурцы, квашеную капусту) закладывают в бульон последними, поскольку кислая среда препятствует размягчению варящихся свежих овощей. Для сохранения витамина С овощные гарниры следует закладывать в кипящую жидкость, а затем вести варку при слабом кипении и под крышкой. Некоторые продукты, например, перловую крупу, квашеную капусту или свёклу, перед закладкой в бульон подвергают термической обработке. Измельчённые морковь, лук, пастернак и репу пассеруют порознь до полуготовности на противне, в сотейнике или кастрюле на кулинарном жире, топлёном и растительном масле, в конце добавляют томатную пасту. Для мясных супов подходит снятый при варке бульона жир или столовый маргарин, для молочных супов — сливочное масло. В некоторых рецептах для загущения заправочного супа без картофеля предусмотрен так называемый белый соус из обязательно пассерованной до светло-жёлтого цвета без жира муки и бульона, его вводят в суп за несколько минут до готовности. Мучная пассеровка придаёт супу нужную консистенцию и является стабилизатором витамина С, предохраняющим его от разрушения. Для сохранения формы макаронные изделия для заправочных супов рекомендуется отваривать отдельно и смешивать уже в порционной тарелке. Заправочные супы сервируют в глубоких, предпочтительно подогретых тарелках, в которые сначала кладут прогретые кусочки мяса, рыбы или субпродуктов, украшают рубленой зеленью, а подают, за исключением рыбных, со сметаной.